# Mỹ Hà, thành phố Nam Định
Mỹ Hà là một xã thuộc thành phố Nam Định, tỉnh Nam Định, Việt Nam.

## Địa lý
Xã Mỹ Hà nằm ở phía đông bắc huyện Mỹ Lộc, có vị trí địa lý:
- Phía đông và phía bắc giáp tỉnh Hà Nam
- Phía tây giáp xã Mỹ Lộc
- Phía nam giáp xã Mỹ Thắng.

Xã Mỹ Hà có diện tích 8,17 km², dân số năm 2022 là 8.928 người, mật độ dân số đạt 1.092 người/km².

## Hành chính
Xã Mỹ Hà được chia thành 11 thôn: Bảo Long Bãi, Bảo Long Làng, Cửa Đòng, Chợ Giữa, Kếu Làng, Kếu Trại, Nghĩa Lễ Sậy, Nội An, Rõ, Văn Chỉ, Vòng Quang.

## Lịch sử
Xã Mỹ Hà có 3 làng: Quang Xán (tên chữ) hay Làng Sét, Bảo Long và Nghĩa Lễ (bao gồm làng Kếu Sậy).
Sau năm 1945, xã Mỹ Hà thuộc huyện Mỹ Lộc.
Ngày 21 tháng 4 năm 1965, Ủy ban Thường vụ Quốc hội ban hành Quyết định số 103-NQ-TVQH về việc thành lập tỉnh Nam Hà trên cơ sở tỉnh Hà Nam và tỉnh Nam Định. Khi đó, xã Mỹ Hà thuộc huyện Mỹ Lộc, tỉnh Nam Hà.
Ngày 13 tháng 6 năm 1967, Hội đồng Chính phủ ban hành Quyết định số 76-CP về việc sáp nhập huyện Mỹ Lộc vào thành phố Nam Định. Khi đó, xã Mỹ Hà thuộc thành phố Nam Định.
Ngày 27 tháng 12 năm 1975, Quốc hội ban hành Nghị quyết về việc thành lập tỉnh Hà Nam Ninh trên cơ sở tỉnh Nam Hà và tỉnh Ninh Bình. Khi đó, xã Mỹ Hà thuộc thành phố Nam Định, tỉnh Hà Nam Ninh.
Ngày 27 tháng 4 năm 1977, Hội đồng Chính phủ ban hành Quyết định số 125-CP về việc sáp nhập xã Mỹ Hà thuộc thành phố Nam Định vào huyện Bình Lục.
Ngày 26 tháng 12 năm 1991, Quốc hội ban hành Nghị quyết về việc chia tỉnh Hà Nam Ninh thành tỉnh Nam Hà và tỉnh Ninh Bình. Khi đó, xã Mỹ Hà thuộc huyện Bình Lục, tỉnh Nam Hà.
Ngày 6 tháng 11 năm 1996, Quốc hội ban hành Nghị quyết về việc chia tỉnh Nam Hà thành tỉnh Nam Định và tỉnh Hà Nam. Khi đó, chuyển xã Mỹ Hà thuộc huyện Bình Lục của tỉnh Hà Nam về thành phố Nam Định quản lý.
Ngày 26 tháng 2 năm 1997, Chính phủ ban hành Nghị định số 19-CP về việc chuyển xã Mỹ Hà thuộc thành phố Nam Định về huyện Mỹ Lộc mới thành lập quản lý.
Năm 2020, xã Mỹ Hà có 16 thôn: 1 (Nội), 2 (Bình An), 3 (Cửa), 4 (Đòng), 5 (Chợ), 6 (Cầu Giữa), 7 (Văn Chỉ), 8 (Rõ), 9 (Vòng Trại), 10 (Bảo Long Bãi), 11 (Bảo Long Làng), 12 (Bến), 13 (Đồng Cao), 14 (Kếu Làng), 15 (Kếu Trại), 16 (Quang Liệt).
Ngày 2 tháng 12 năm 2021, HĐND tỉnh Nam Định ban hành Nghị quyết số 63/2021/NQ-HĐND về việc:
- Thành lập thôn Nội An trên cơ sở Thôn Nội và thôn Bình An.
- Thành lập thôn Cửa Đòng trên cơ sở Thôn Cửa và Thôn Đòng.
- Thành lập thôn Chợ Giữa trên cơ sở Thôn Chợ và thôn Cầu Giữa.
- Thành lập thôn Nghĩa Lễ Sậy trên cơ sở Thôn Ben và thôn Đồng Cao.
- Thành lập thôn Vòng Quang trên cơ sở thôn Vòng Trại và thôn Quang Liệt.

Ngày 23 tháng 7 năm 2024, Ủy ban Thường vụ Quốc hội ban hành Nghị quyết số 1104/NQ-UBTVQH15 về việc sắp xếp đơn vị hành chính cấp huyện, cấp xã trên địa bàn tỉnh Nam Định (nghị quyết có hiệu lực từ ngày 1 tháng 9 năm 2024). Theo đó, sáp nhập huyện Mỹ Lộc vào thành phố Nam Định. Khi đó, xã Mỹ Hà thuộc thành phố Nam Định.